# Voel Kirke
Voel Kirke i Voel er fra 1876. I 1930'erne blev den udsmykket af kunstneren Jais Nielsen, der har forsynet kirkens vinduer med glasmosaik og en særpræget keramikdøbefont og et stort kalkmaleri bag kirkens alter.
Voel Kirke er tegnet af arkitekt C. Kiilsgaard med en korskirke som grundplan. Murene er opført af røde mursten og er i romansk stil med rundbuede vinduer og murblændinger.

## Eksterne kilder og henvisninger
- Wikimedia Commons har flere filer relateret til Voel Kirke
- Voel Kirke hos KortTilKirken.dk
- Voel Kirke hos danmarkskirker.natmus.dk (Danmarks Kirker, Nationalmuseet)